# Curiosity (EP)
Curiosity é o primeiro extended play (EP) da artista musical canadense Carly Rae Jepsen. Seu lançamento ocorreu em 14 de fevereiro de 2012, pela 604 Records. Inicialmente foi planejado para ser um álbum de estúdio, mas a gravadora decidiu alterar o formato do material dias antes de sua distribuição. Várias faixas foram retiradas do alinhamento. Musicalmente, é uma obra pop, influenciada por diversos gêneros como disco, dance-pop e R&B, enquanto o seu conteúdo lírico é maioritariamente sobre o amor.
Curiosity recebeu revisões majoritariamente positivas da mídia especializada, a qual elogiou a qualidade das faixas e as considerou comerciais. Seu primeiro single, "Call Me Maybe", obteve êxito nas tabelas musicais, liderando as da Austrália, do Canadá, da Dinamarca, dos Estados Unidos, da Finlândia, da França, da Irlanda, da Nova Zelândia, do Reino Unido e da Suíça, e vendeu mais de doze milhões de cópias em mundialmente. O EP foi lançado somente no Canadá. Por isso, só foi capaz de desempenhar-se na Canadian Albums Chart, em sexto lugar.

## Antecedentes
O segundo álbum de Jepsen foi inicialmente previsto a ser distribuído no Dia de São Valentim de 2011. No entanto, ela optou por não lançar, pois queria garantir que tinha o CD certo, declarando: "Acho que fiquei um pouco nervosa em relação ao segundo disco ser um pouco menor, porque é apressado demais. Então quis dar tempo a mim mesma para não sentir essa pressão." Ela então trabalhou com o compositor Josh Ramsay e o produtor Ryan Stewart na maioria das faixas do material. O processo de composição foi inspirado na vida e nos amigos da artista. Após as sessões de gravação terem sido concluídas, Curiosity foi anunciado como um álbum de estúdio, com uma data de lançamento digital confirmada para 14 de fevereiro de 2012. Todavia, a gravadora decidiu alterar o formato da obra, dias antes de sua liberação, transformando-a em um extended play. As canções removidas do projeto "Lost and Found", "Alice in Wonderland", "Dear Julien", "Europe" e "Angels" tiveram suas prévias divulgadas através do iTunes canadense, antes do álbum ser transformado em um EP.

## Composição
O EP inicia-se com "Call Me Maybe", uma canção "otimista" que contém influências de dance-pop e R&B. Suas letras "astuciosas" descrevem a "obsessão e a inconveniência de um amor à primeira vista", segundo Bill Lamb, do About.com. Durante o refrão, é incorporado acordes de instrumento de cordas sintetizados, sob qual Jepsen canta "Ei, acabei de te conhecer e isso é loucura / Mas aqui está meu número, então, quando puder me ligue'." Melody Lau, da Rolling Stone, descreveu a música como um "encontro entre Taylor Swift e Robyn". A faixa-título, "Curiosity", tem uma sonoridade similar à de "Call Me Maybe" e apresenta fortes batidas dance e ganchos "cativantes". Na obra, a artista canta sobre ser maltratada por um rapaz e implora por mais amor dele. "Picture" é uma balada que foca na paciência de um relacionamento. Críticos observaram que o número funcionaria bem durante o clímax de um filme devido ao seu conteúdo lírico. "Talk to Me" e "Just a Step Away" são ambas composições de pop de andamento mediano que aludem a temas como amor de verão, relacionamentos adolescentes e a primeira paixão de alguém. Fiona Eadie, do Canada Cadence, notou que ambas as faixas retratam "os altos e baixos do amor e tudo relacionado." A última música é a regravação de "Both Sides Now", de Joni Mitchell. Musicalmente, também é uma balada otimista e difere da produção original, no sentido de que a versão de Jepsen "é fresca e moderna com seu exclusivo toque 'chiclete'." Os avaliadores também acrescentaram que a cantora será capaz de "atrair uma nova geração com este sucesso amplamente reconhecido" com sua "versão única".

## Crítica profissional
| Críticas profissionais | Críticas profissionais |
| Avaliações da crítica  | Avaliações da crítica  |
| Fonte                  | Avaliação              |
| ---------------------- | ---------------------- |
| About.com              | [ 10 ]                 |
| Allmusic               | [ 11 ]                 |
| idobi Radio            | [ 5 ]                  |

Ben Norman, do About.com, iniciou sua resenha declarando que "é sempre interessante ter novos artistas fazendo música simultaneamente familiar e nova". Ele descreveu a obra com suas seis "fortes faixas de electro-pop quase muito curto para ser satisfatório, mas imensamente repetitivo." Norman também disse que "enquanto Carly aparenta ser uma combinação de Demi Lovato e Jessie J, seu estilo musical é veranil e luzente", diferente do das cantoras supracitadas. Jon O'Brien, da Allmusic, afirmou que quando comparado ao trabalho anterior de Jepsen, Tug of War (2008), o EP "inesperadamente abandona sua antiga abordagem de cantora-compositora em favor ao som 'chiclete' sem-vergonha que remonta aos trabalhos de Britney, Christina, Jessica, e Mandy no início dos anos 2000." Fiona Eadie, do Cadence Canada, analisou o estilo musical do álbum como "pop. Mas não aquele chato, com auto-tune e nenhum talento. Sua voz perfeitamente aguda deixa claro que esta garota é talentosa." Eadie resumiu sua crítica dizendo que o material "é constituído por faixas dançantes. E você decide se ouve com ou sem uma escova de cabelo (também conhecido como microfone) na frente do espelho. Em síntese, é um ótimo EP. Mal posso esperar para escutar suas músicas o verão inteiro." Jen Appel, da idobi Radio, comentou que, em geral, Curiosity é o tipo de extended play que atrai a atenção do público adolescente, devido às suas canções comerciais e acrescentou que "se você está à procura de diversão e canções adoráveis para fazer você sorrir, é neste disco que você encontrará." Appel criticou apenas o conteúdo das letras, observando que é "muito infantil, mas no entanto, parece funcionar com a música."

## Singles

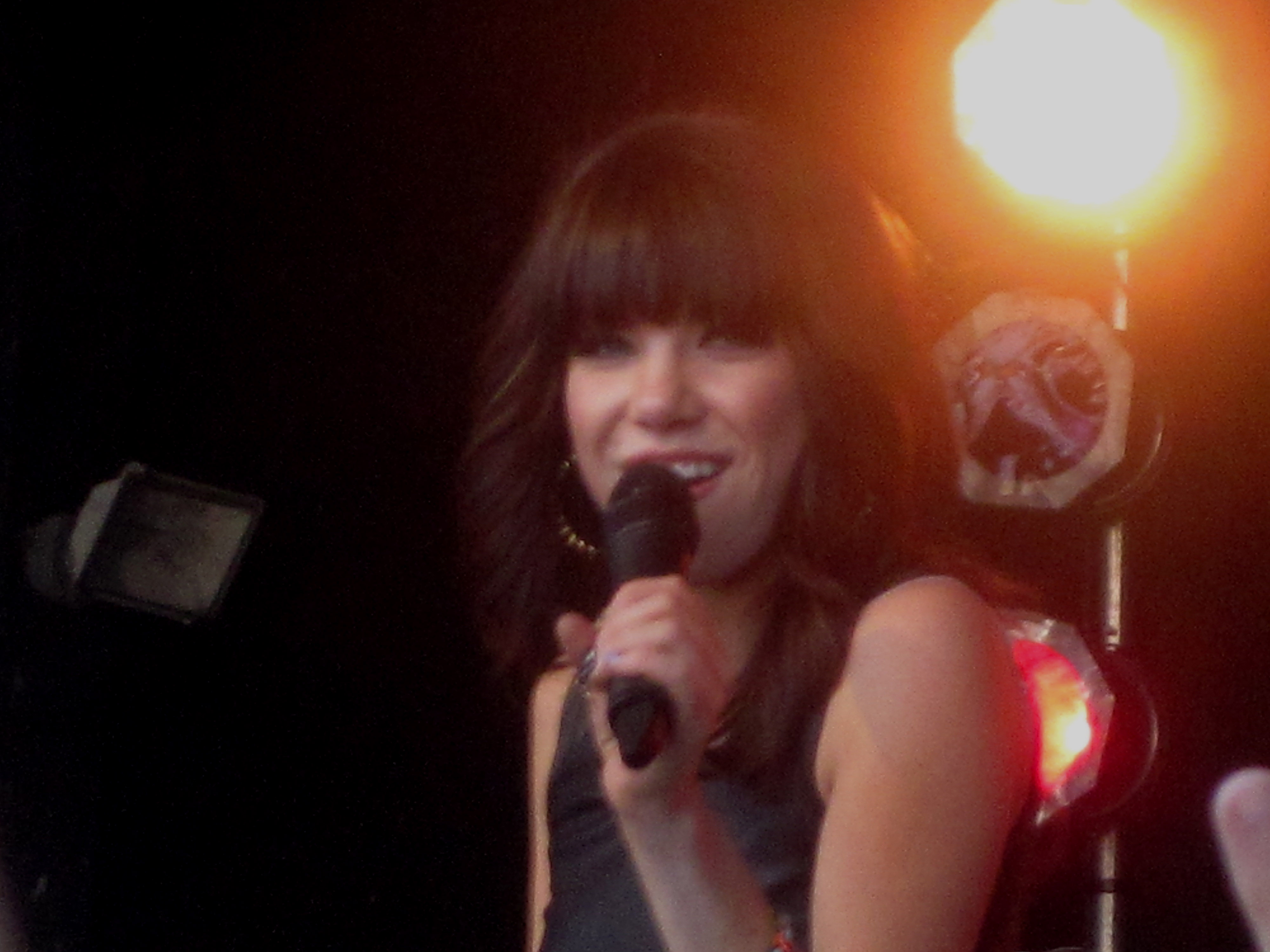
Jepsen apresentando-se no festival do parque Red River Ex, em Winnipeg, onde cantou todas as faixas do EP.

"Call Me Maybe" foi lançada como primeiro single de Curiosity em 20 de setembro de 2011. Após os artistas Justin Bieber e Selena Gomez comentarem sobre a canção em suas respectivas contas oficiais no Twitter, Jepsen ganhou atenção internacional e assinou com a Schoolboy Records, divulgando a obra em território estadunidense. Recebeu revisões geralmente positivas da mídia especializada, que elogiaram sua composição e seu conteúdo lírico. Obteve êxito comercial, liderando as tabelas da Austrália, Dinamarca, Finlândia, França, Nova Zelândia, Suíça, Irlanda e do Reino Unido. Segunda a revista Billboard, a artista tonou-se a quinta canadense a alcançar o topo da Canadian Hot 100. Nos Estados Unidos, a música atingiu a primeira colocação da Billboard Hot 100, estando por nove semanas seguidas no cume da compilação e com vendas superiores a sete milhões de cópias. No Brasil, "Call Me Maybe" atingiu o 26° lugar da principal lista do país, a mensal Brasil Hot 100 Airplay. A nível mundial, possui cercas doze milhões e meio de unidades comercializadas digitalmente e consequentemente entrou na lista dos temas mais vendidos de todos os tempos. Seu vídeo acompanhante foi escrito e dirigido por Ben Knechtel e retrata a cantora tentando atrair a atenção de seu vizinho, que é revelado no final da história como gay, ao entregar um bilhete com o número de seu telefone a um membro masculino da banda auxiliar. Foram feitas diversas apresentações ao vivo para a composição, incluindo a no The Ellen DeGeneres Show, onde Jepsen fez sua estreia na televisão estadunidense, e a nos Billboard Music Awards de 2012.
A faixa-título foi lançada como o segundo single do EP em 1 de maio de 2012. Foi bem recepcionada pelos críticos contemporâneos, que notaram ser "obviamente a sucessora de 'Call Me Maybe'", constatando também na décima oitava posição no periódico padrão do Canadá. Jepsen fez uma performance acústica de "Curiosity" e seu single antecessor no programa Morning Show da rádio WBBM-FM. Em 26 de novembro de 2012, seu vídeo correspondente vazou na internet, mas foi imediatamente retirado do ar. Na trama, a cantora é vista atravessando corredores intermináveis, intercalando com cenas da artista com seu parceiro.

## Lista de faixas
| Download digital |                    |                                           |                |         |  |
| N.º              | Título             | Compositor(es)                            | Produtor(es)   | Duração |  |
| 1.               | "Call Me Maybe"    | Carly Rae Jepsen Josh Ramsay Tavish Crowe | Ramsay         | 3:13    |  |
| 2.               | "Curiosity"        | Jepsen Ryan Stewart                       | Stewart        | 3:26    |  |
| 3.               | "Picture"          | Jepsen                                    | Stewart        | 3:03    |  |
| 4.               | "Talk to Me"       | Jepsen Stewart                            | Stewart        | 2:51    |  |
| 5.               | "Just a Step Away" | Jepsen Larry Jepsen Stewart               | Stewart        | 3:46    |  |
| 6.               | "Both Sides Now"   | Joni Mitchell                             | Stewart        | 3:52    |  |
| Duração total:   | Duração total:     | Duração total:                            | Duração total: | 20:11   |  |

## Créditos
Lista-se abaixo os profissionais envolvidos na elaboração de Curiosity, de acordo com o encarte do extended play (EP):
| - Composição - Carly Rae Jepsen, Josh Ramsay, Larry Jepsen, Ryan Stewart, Tavish Crowe - Produção e engenharia - Josh Ramsay, Ryan Stewart - Mixagem - Dave Ogilvie - Assistentes de mixagem - Zach Blackstone, Brock McFarlane, Jeremy Patch - Masterização - Gene Grimaldi | - Edição adicional - Nik Pesut - A&R - Jonathan Simkin - Design - Re:form (AVW) - Fotografia - Vanessa Heins |

## Desempenho nas tabelas musicais
Após ter sido lançado somente no Canadá, Curiosity conseguiu desempenhar-se apenas na Canadian Albums Chart, onde estreou no sexto posto, na edição de 3 de março de 2012.

### Posições
| Tabela musical (2012)          | Melhor posição |
| ------------------------------ | -------------- |
| Canadá - Canadian Albums Chart | 6              |